# Mai 1777

## Événements
- 16 mai : Lachlan McIntosh et Button Gwinnett se rencontrent dans un duel au pistolet. Gwinnett, le second signataire de la Déclaration d'indépendance des États-Unis d'Amérique en tant que représentant de la Géorgie, meurt trois jours plus tard.

## Naissances
- 4 mai : Louis Jacques Thénard (mort en 1857), chimiste français.
- 18 mai : John George Children (mort en 1852), chimiste, minéralogiste et zoologiste britannique.